# Церква Пресвятої Трійці (Байківці)
Церква Пресвятої Трійці в Байківцях — парафія і храм греко-католицької громади Великобірківського деканату Бучацької єпархії Української греко-католицької церкви в селі Байківці Тернопільського району Тернопільської области.

## Історія церкви
Перша письмова згадка про населений пункт Гаї Ходорівські (колишня назва Гаї Щурові) датується 1653 роком. Усі жителі села в той час були парафіянами Монастирської церкви Успення Пресвятої Богородиці в Тернополі.
16 квітня 2000 року о. митрат Василій Семенюк освятив хрест, а 1 липня 2000 року о. Роман Гриджук освятив наріжний камінь під майбутній храм. Одночасно з будівництвом церкви було засновано цвинтар.
24 серпня 2001 року освятили хрест на куполі церкви.
У 2004 році владика Василій Семенюк вперше провів архиєрейську Літургію в храмі.
Іконостас для церкви був виготовлений у майстерні художника Євгена Гірняка.
Освячення храму відбулося 11 червня 2006 року, у день Зіслання Святого Духа, і здійснив його владика Василій Семенюк.
У 2006 році було засновано та освячено Вівтарне братство.
У грудні 2009 року адміністратором парафії призначили о. Петра Порохонька, і того ж дня освятили дзвіницю.
У 2010 році громада відзначила десяту річницю заснування. У 2011 році на храмове свято освятили ще два церковні дзвони.
За пожертви родини Мирона Листюка була збудована каплиця на честь Матері Божої, яку освятив о. митрат Іван-Андрій Говера 23 червня 2013 року.
Парафія активно співпрацює зі світською владою, займаючись благоустроєм села та організацією свят.
При парафії діють: братство «Апостольство молитви», Вівтарна дружина та спільнота «Матері в молитві».

## Парохи
- о. Петро Порохонько (з 2009).